# Министр внутренних дел Эстонии
Министр внутренних дел Эстонии (эст. Eesti siseminister) — глава министерства внунтренних дел правительства Эстонской Республики. Является одним из членов правительства, отвечающего за координацию политики в области обеспечения государства, в частности вопросами гражданства и миграции, охраны общественного порядка, государственной границы и обеспечением пограничного режима, а также кризисным управлением, государственным резервом, пожарно-спасательной работой. В функции министра входит формирование и руководство министерством внутренних дел, управляет органами находящимися в ведении министерства, в том числе утверждает их положения, структуру и организацию работы. Министр внутренних дел назначается и увольняется с должности премьер-министром государства на основе голосования парламента Рийгикогу и вступает в должность по принесению присяги перед депутатами.
Первоначальная должность была основана в 1918 году, во время существования Первой Эстонской Республики, и сохранялась до включения Эстонии в состав СССР в 1940 году. В период нахождения Республики под властью СССР его функции выполняло новосозданное Министерство внутренних дел Эстонской ССР. Должность была воссоздана лишь после восстановления независимости в 1990 году и создания нового Министерства внутренних дел.

## Список министров внутренних дел
Полный список министров внутренних дел Эстонской Республики на 26 января 2021 года

### 1918-1944
| Имя                      | Срок полномочий                  | Партия                                |
| Август Пит               | 27 ноября 1918 — 8 мая 1919      | Беспартийный                          |
| Александр Ойнас          | 8 мая — 18 июля 1919             | Социал-демократическая рабочая партия |
| Александр Хеллат         | 25 июля 1919 — 28 июля 1920      | Социал-демократическая рабочая партия |
| Каарел Ээнпалу           | 28 июля — 26 октября 1920        | Народная партия                       |
| Луи Олеск                | 26 октября 1920 — 25 января 1921 | Трудовая партия                       |
| Каарел Ээнпалу (2-й раз) | 25 января 1921 — 6 марта 1924    | Народная партия                       |
| Теодор Рыук              | 26 марта — 16 декабря 1924       | Беспартийный                          |
| Каарел Ээнпалу (3-й раз) | 16 декабря 1924 — 23 июля 1926   | Ассамблея фермеров                    |
| Генрих Ларетей           | 23 июля — 12 ноября 1926         | Партия поселенцев                     |
| Яан Хюнерсон             | 4 марта 1927 — 4 декабря 1928    | Ассамблея фермеров                    |
| Тынис Калбус             | 4 декабря 1928 — 12 апреля 1930  | Трудовая партия                       |
| Адо Андеркопп            | 12 апреля 1930 — 12 февраля 1931 | Трудовая партия                       |
| Яан Хюнерсон (2-й раз)   | 12 февраля — 20 ноября 1931      | Ассамблея фермеров                    |
| Йохан Райд               | 20 ноября 1931 — 19 февраля 1932 | Беспартийный                          |
| Адо Андеркопп (2-й раз)  | 19 февраля 1932 — 18 мая 1933    | Партия национального центра           |
| Владимир Рупер           | 18 мая — 3 октября 1933          | Партия поселенцев                     |
| Эрнст Эйн                | 3 октября — 21 октября 1933      | Беспартийный                          |
| Йохан Мюллер             | 21 октября 1933 — 31 марта 1934  | Ассамблея фермеров                    |
| Каарел Ээнпалу (4-й раз) | 25 августа 1934 — 9 мая 1938     | Ассамблея фермеров                    |
| Ричард Веермаа           | 9 мая 1938 — 12 октября 1939     | Ассамблея фермеров                    |
| Август Юрима             | 12 октября 1939 — 21 июня 1940   | Ассамблея фермеров                    |

### 1944-1992 (в изгнании)
| Имя             | Срок полномочий                   | Партия               |
| Отто Тииф       | 18 сентября 1944 — 12 января 1953 | Ассамблея фермеров   |
| Йоханнес Сиккар | 12 января 1953 — 22 августа 1960  | Демократический союз |
| Аксель Марк     | 1 января 1962 — 15 сентября 1992  | Демократический союз |

### 1990—
| Имя             | Срок полномочий                  | Партия                            |
| Олев Лаанярв    | 17 апреля 1990 — 30 января 1992  | Центристская партия               |
| Роберт Нярска   | 30 января — 21 октября 1992      | Беспартийный                      |
| Лагле Парек     | 21 октября 1992 — 27 ноября 1993 | Партия национальной независимости |
| Хейки Арике     | 14 декабря 1993 — 4 ноября 1994  | Партия национальной независимости |
| Кайдо Кама      | 4 ноября 1994 — 12 апреля 1995   | Отечество                         |
| Эдгар Сависаар  | 12 апреля — 10 октября 1995      | Центристская партия               |
| Мярт Раск       | 12 апреля — 10 октября 1995      | Партия реформ                     |
| Рийво Синиярв   | 1 декабря 1996 — 29 апреля 1997  | Коалиционная партия               |
| Роберт Лепиксон | 5 мая 1997 — 28 января 1998      | Коалиционная партия               |
| Олари Таал      | 29 января 1998 — 25 марта 1999   | Коалиционная партия               |
| Юри Мыйс        | 25 марта — 5 ноября 1999         | Отечество                         |
| Тармо Лодус     | 9 ноября 1999 — 28 января 2002   | Отечество                         |
| Айн Сеппик      | 28 января 2002 — 3 февраля 2003  | Центристская партия               |
| Томас Варек     | 10 февраля — 10 апреля 2003      | Центристская партия               |
| Маргус Лейво    | 10 апреля 2003 — 13 июня 2005    | Народный союз                     |
| Калле Лаанет    | 13 апреля 2005 — 5 апреля 2007   | Центристская партия               |
| Юри Пихл        | 5 апреля 2007 — 21 мая 2009      | Социал-демократическая партия     |
| Марко Померанц  | 4 июня 2009 — 4 апреля 2011      | Отечество                         |
| Кен-Марти Вахер | 6 апреля 2011 — 26 марта 2014    | Отечество                         |
| Ханно Певкур    | 26 марта 2014 — 23 ноября 2018   | Партия реформ                     |
| Андрес Анвельт  | 23 ноября 2016 — 26 ноября 2018  | Социал-демократическая партия     |
| Катри Райк      | 26 ноября 2018 — 29 апреля 2019  | Социал-демократическая партия     |
| Март Хельме     | 29 апреля 2019 — 18 ноября 2020  | Консервативная народная партия    |
| Алар Ланеман    | 18 ноября 2020 — 26 января 2021  | Консервативная народная партия    |
| Кристиан Яани   | 26 января 2021 — 3 июня 2022     | Центристская партия               |
| Лаури Ляэнеметс | 18 июля 2022 — 11 марта 2025     | Социал-демократическая партия     |
| Игорь Таро      | 25 марта 2025— н. в.             | Партия реформ                     |

## Функции министра внутренних дел
Министр внутренних дел является членом правительства Эстонии, которое руководит сферой внутренней безопасности страны и организует вопросы, связанные с охраной границы, кризисным управлением и спасательными работами, а также отвечает за организацию вопросов, связанных с гражданством и миграцией.
Министр внутренних дел возглавляет Комиссию по профилактике наркотиков при правительстве Республики, целью которой является координация профилактической работы и сокращение предложения наркотиков.
Министр внутренних дел предоставляет правительству предложения по бюджету министерства, и при необходимости дополнительному бюджету. Он принимает решение об использовании бюджетных ресурсов и контролирует исполнение бюджета. На основании государственного бюджета министр также согласовывает бюджеты государственных органов, относящихся к сфере управления министерства.
Министр внутренних дел принимает решение о формировании государственных учреждений, находящихся в ведении министерства, и утверждает их устав, структуру и организацию работы.